# Ametroptila
Ametroptila is een geslacht van vlinders van de familie eenstaartjes (Drepanidae), uit de onderfamilie Drepaninae.

## Soorten
- A. conwayi Holloway, 1976
- A. cottrillii Holloway, 1976
- A. fragilis Swinhoe, 1902
- A. fulvilauta Warren, 1922
- A. integra Warren, 1900
- A. ossicolor Warren, 1922
- A. semibrevis Warren, 1901
- A. turbinifera Warren, 1922